# Félines (Ardèche)
Félines település Franciaországban, Ardèche megyében. Lakosainak száma 1874 fő (2022. január 1.). Félines Charnas, Peaugres, Savas, Serrières és Vinzieux községekkel határos.

## Népesség
A település népességének változása:
| Lakosok száma | 524  | 714  | 876  | 1395 | 1505 | 1573 | 1652 | 1713 | 1754 | 1874 |
|               | 1968 | 1982 | 1990 | 2006 | 2013 | 2015 | 2017 | 2019 | 2020 | 2022 |